# إلكهيد (ميزوري)
إلكهيد (بالإنجليزية: Elkhead)‏ هي إحدى المجتمعات الفردية (غير مصنفة) في ولاية ميزوري في الولايات المتحدة الأمريكية.